# Christian Hupfauer
Christian Hupfauer (* 7. August 1993 in Bad Aibling) ist ein professioneller Snowboarder.

## Werdegang
Christian Hupfauer kommt aus Feldolling und startet für den Ski- und Snowboardverein SC Aising-Pang.
Schon im Kindergartenalter war Christian sportbegeistert, so spielte er Fußball beim TV Feldkirchen und fuhr Ski im Winter. Im Alter von 8 Jahren wechselte er auf das Snowboard und fuhr die ersten Snowboardrennen. Er wurde zugleich Mitglied beim SC Aising-Pang. Nach 2 Jahren auf der Gunetzrheiner Realschule in Miesbach wechselte Hupfauer im Alter von 13 auf die CJD Christophorusschule Berchtesgaden, Eliteschule des Sports. Hupfauer hat mehrfach den deutschen Meister-Titel im Parallelslalom, Parallelriesenslalom und Snowboardcross eingefahren. Mit 17 Jahren kam Hupfauer in den C-Kader des Snowboard-Verbandes Snowboard Germany (SVD) und ehe er 2012 in den B-Kader aufstieg.
Mitte April 2014 wurde der Epstein-Barr-Virus (Pfeiffersches Drüsenfieber) diagnostiziert, daher ist Hupfauer seit diesem Zeitpunkt im Verletzten- bzw. Krankenstatus. Nach 8-monatiger Sportpause, begann Christian Mitte Dezember wieder mit dem Aufbautraining und stieg im Januar wieder auf das Snowboard. Seitdem versucht er, den Anschluss an die Spitze wieder zu erlangen.

## Erfolge
2012 erreichte er bei der deutschen Meisterschaft am Götschen (GER) den zweiten Platz und wurde somit deutscher Vize-Meister im Parallelslalom im Erwachsenenbereich. Außerdem erreichte er in der Saison 2011/12 den zweiten Platz bei der Junioren-WM in Sierra Nevada (SPA) Ende März. Im Dezember 2012 gab Hupfauer sein Weltcup-Debüt im Italienischen Carezza. In der Saison 2012/13 konnte er den dritten Platz bei der deutschen Meisterschaft einfahren.
Im August 2013 begann Hupfauer bei der Bundespolizeisportschule Bad Endorf eine Ausbildung zum Bundespolizeimeister.
Nach dem langen Krankenstand konnte Christian trotzdem die deutsche Meisterschaft 2015 bestreiten und erreichte im Parallelslalom den 3. Platz.